# Київський князь Володимир Великий (срібна монета)
«Ки́ївський князь Володи́мир Вели́кий» — пам'ятна срібна монета номіналом 20 гривень, випущена Національним банком України. Присвячена видатному державному та політичному діячеві, творцю середньовічної європейської держави Руси-України — князю Київському Володимиру Великому на вшанування його пам'яті у зв'язку з 1000-літтям упокоєння.
Монету введено в обіг 24 липня 2015 року. Вона належить до серії «Інші монети».
27 травня 2016 року монету визнано переможцем у двох номінаціях «Краща монета року» та «Найкраще художнє рішення» щорічного конкурсу «Краща монета року України» серед монет, які офіційно введені в обіг Національним банком України з 01 січня до 31 грудня 2015 року.

## Опис монети та характеристики
| Номінал, грн | Метал           | Маса, г      | Діаметр, мм | Якість виготовлення       | Гурт                           | Тираж, штук |
| ------------ | --------------- | ------------ | ----------- | ------------------------- | ------------------------------ | ----------- |
| 20           | срібло (Ag 925) | 62,2 / 67,25 | 50          | спеціальний анциркулейтед | гладкий із заглибленим написом | 2 000       |

### Аверс
Ліворуч на аверсі монети розміщено малий Державний Герб України, під яким написано «УКРАЇНА»; праворуч — рік карбування монети і номінал («2015/20/ГРИВЕНЬ»). У центрі зображено срібляник — одну з перших монет, які карбувалися в Київській державі, під ним — фрагмент древнього Києва (використано локальну позолоту), до розбудови якого Володимир Святославович доклав багато зусиль; праворуч і ліворуч стилізовану композицію — пагорби з назвами племен, які населяли цю територію.

### Реверс
На реверсі монети в центрі зображено київського князя Володимира Великого (використано локальну позолоту), який тримає в одній руці хрест, у другій — макет храму; навколо нього розміщено чотири медальйони зі стилізованими зображеннями державотворчих діянь князя: карбування монет, приєднання нових територій і захист кордонів держави, економічний розвиток і торгівля, хрещення населення та утвердження християнства як державної релігії; ліворуч і праворуч від князя — стилізовані написи: «КИЇВСЬКИЙ КНЯЗЬ, ВОЛОДИМИР ВЕЛИКИЙ».

## Автори

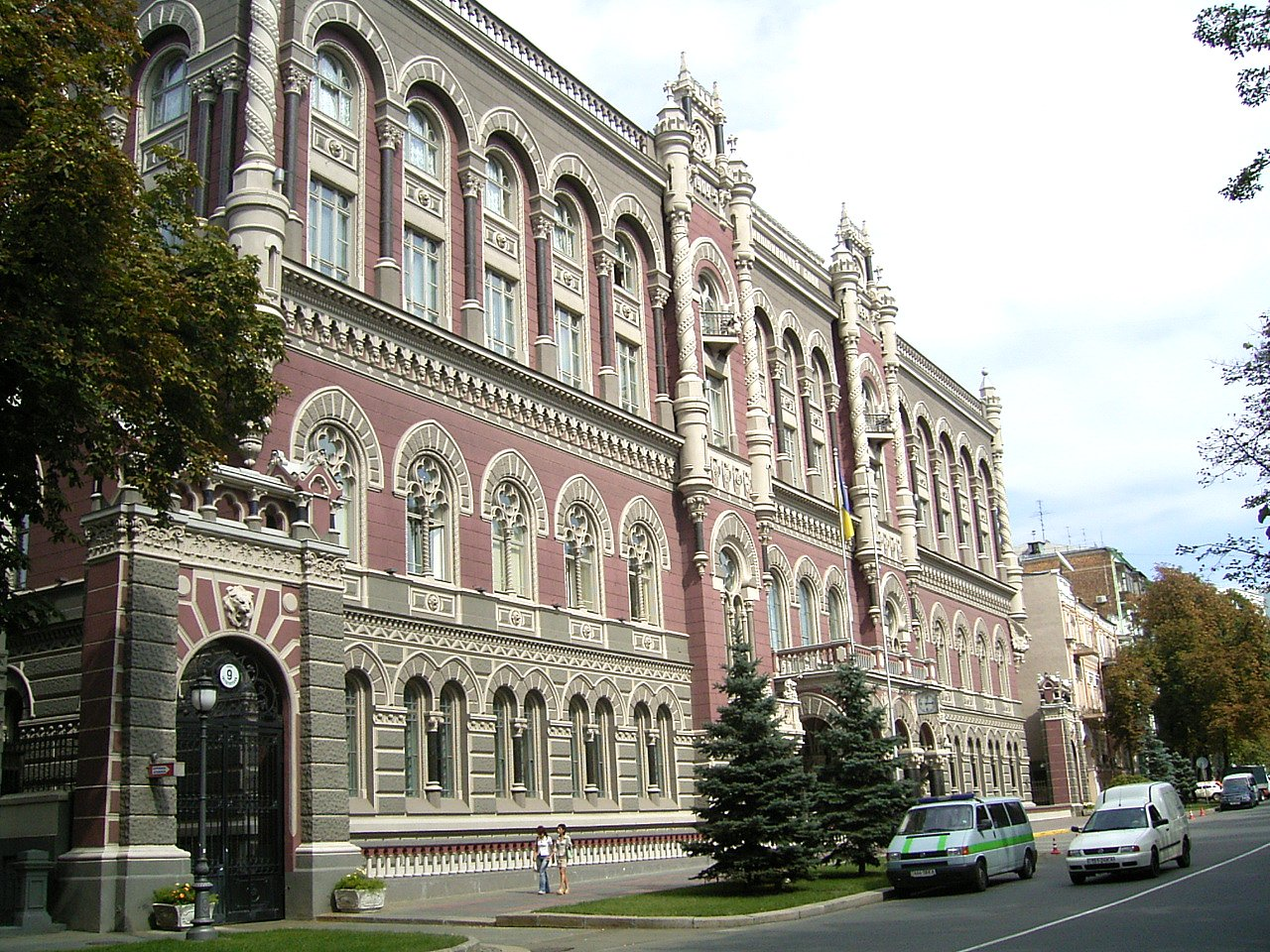
Будівля Національного банку України

- Художники: Таран Володимир, Харук Олександр, Харук Сергій.
- Скульптори: Дем'яненко Володимир, Дем'яненко Анатолій.

## Вартість монети
Під час введення монети в обіг 2015 року, Національний банк України реалізовував монету через свої філії за ціною 1095 гривень.
Фактична приблизна вартість монети, з роками змінювалася так:
| Рік        | 2016  | 2017   | 2018   | 2019   | 2020   | 2021   | 2022   | 2023   | 2024   | 2025   |
| ---------- | ----- | ------ | ------ | ------ | ------ | ------ | ------ | ------ | ------ | ------ |
| Ціна, грн. | 9 000 | 10 500 | 15 000 | 13 200 | 11 000 | 14 200 | 14 500 | 23 500 | 31 600 | 39 300 |